# Попс Менса-Бонсу
Попс Менса-Бонсу (енгл. Pops Mensah-Bonsu; Лондон, 7. септембар 1983) је бивши британски кошаркаш. Играо је на позицији крилног центра.

## Каријера
Попс Менса-Бонсу играо је на Џорџ Вошингтон универзитету (2002–2006). Није изабран на драфту, али је сениорску каријеру почео у Даласу, који га је послао у свој развојни тим Форт Ворт. Освојио је МВП награду на Ол-стар мечу Развојне лиге. Током сезоне 2007/08. играо је за Тревизо, а током 2008. је био и у Шпанији где је играо за Гранаду и Хувентуд. После шпанске епизоде вратио се у Тексас, где је играо за Остин торосе и за преостала два НБА лигаша Сан Антонио и Хјустон. Најуспешнији период у НБА имао је као члан Торонта, када је на 19 мечева бележио преко 5 поена и скокова у просеку. НБА каријеру је окончао је у Њу Орлеансу, а током пет сезона у пет тимова укупно је играо на 61 мечу, уз по 3 поена и скока.
У Европи је касније наступао и за ЦСКА, Асвел и Бешикташ, са којим је у сезони 2011/12. био шампион Турске, освојио куп и ФИБА Еврочеленџ. Те сезоне је изабран за најбољег играча првенства Турске и најбољег дефанзивца, а био је и МВП фајнал фора Еврочеленџа. У августу 2012. потписао је за Макаби Тел Авив, али како није прошао лекарске прегледе израелски гигант је одлучио да га не задржи у свом тиму, а сам Менса-Босну одлази на операцију рамена. Опоравак је трајао све до марта 2013. године, када потписује за Севиљу, где је одиграо само шест утакмица и просечно бележио 6,3 поена и 4,8 скокова. Након тога напушта Севиљу и прелази у Емпорио Армани. За тим из Милана је одиграо девет мечева, а просечно је постизао осам поена, уз седам скокова. У сезони 2013/14. је играо за Галатасарај, а своју последњу сезону је провео у екипама Хапоел Јерусалима и АЕКа- из Атине.
Менса-Бонсу је био члан репрезентације Велике Британије и са њима је наступао на Европском првенству 2009. у Пољској и на Олимпијским играма 2012. у Лондону.

## Успеси

### Клупски
- Бешикташ:
  - Првенство Турске (1): 2011/12.
  - Куп Турске (1): 2012.
  - ФИБА Еврочеленџ (1): 2011/12.

- ЦСКА Москва:
  - Првенство Русије (1): 2009/10.
  - ВТБ јунајтед лига (1): 2009/10.

### Појединачни
- Најкориснији играч фајнал-фора ФИБА Еврочеленџа (1): 2011/12.
- Најкориснији играч Ол-стар утакмице НБА развојне лиге (1): 2007.